# 王承益
王承益（1840年—？），字菊丞，山東省武定府樂陵縣人，清朝政治人物、進士出身。
光緒十二年（1886年），参加光緒丙戌科殿試，登進士二甲84名。同年五月，著主事分部学习，擔任兵部主事。